# Simris
Simris est une localité suédoise dans la commune de Simrishamn en Scanie.
Sa population était de 211 habitants en 2010.